# Bolla Ilona
Gerics Józsefné Bolla Ilona (Felsőgörzsöny, 1927. május 22. – Budapest, 1980. december 8.) történész.

## Életpályája
1946-ban érettségizett a győri állami leánygimnáziumban. Egyetemi tanulmányait a Budapesti Tudományegyetemen végezte, ahol 1950-ben történelem-magyar szakos középiskolai tanári oklevelet szerzett. 1950–1951 között a kalocsai állami általános gimnázium tanára volt. 1951-től az Eötvös Loránd Tudományegyetem középkori történeti tanszékén gyakornok, 1952-től tanársegéd, 1960-tól adjunktus, illetve 1977-től haláláig docens volt. 1976-tól a történettudomány kandidátusa.

### Munkássága
Középkori társadalom-, település-és jogtörténettel, valamint ezek európai összefüggéseivel foglalkozott. Ő vette először figyelembe a jog mindenkori társadalmi realitását, s alkalmazta a közszabadság fogalmát a társadalmi értékrend megítélésénél.
Alkotóereje teljében hunyt el.

## Magánélete
1955-től haláláig Gerics József történész felesége volt.

## Művei
- 1961 A jobbágytelek kialakulásának kérdéséhez - A "curia" és "mansio" terminusok jelentésváltozása az Árpád-korban. Annales Univ. Scientiarum Budapestinensis de R. Eötvös nom. - Sectio Historica III. Budapest.
- 1973 A közszabadság a XI–XII. században. A liber és a libertas fogalom az Árpád-korban. Történelmi Szemle
- 1974 A közszabadság lehanyatlása a XIII. században. A liber és a libertas fogalom az Árpád-korban. Történelmi Szemle
- 1975 A királyi és az egyházi birtok népei a korai feudalizmus idején. Budapest.
- 1976 Das Dienstvolk der königlichen und kirchlichen Güter zur Zeit des frühen Feudalismus. Annales Univ. Scientiarum Budapestinensis de R. Eötvös nom. - Sectio Historica XVIII. Budapest.
- 1983/1998 A jogilag egységes jobbágyosztály kialakulása Magyarországon. Budapest.